# 5449-es busz
Az 5449-es jelzésű autóbuszvonal helyközi autóbuszjárat Paks és Veszprém között, melyet a Volánbusz Zrt. lát el.

## Közlekedése
A járat Paksot és Veszprémet köti össze. Útvonalhossza 107,0 km, menetideje Veszprém felé 2 óra 10 perc, Paks felé 2 óra 12 perc. A hetek utolsó iskolai előadási napján és a hetek első iskolai előadási napját megelőző munkaszüneti napon egy járatpár szállítja az utasokat.

## Megállóhelyei
| 0  | Paks, autóbusz-állomás végállomás        | 26 | 1, 1A, 2, 3, 3I, 4 1121, 1125, 1131, 1134, 1547, 1568 5374, 5400, 5403, 5404, 5405, 5429, 5450, 5452, 5455, 5456, 5457, 5562, 5634, 8047, 8211 |
| ∫  | Paks, orvosi rendelő                     | 25 | 1, 1A, 2, 3, 3I 5374, 5400, 5403, 5404, 5405, 5429, 5450, 5452, 5457, 8047, 8211 |
| 1  | Paks, Dózsa György utca 32.              | 24 | 1, 1A, 2, 3, 3I 5403, 5450, 5457, 8047 |
| 2  | Paks, Széchenyi István tér               | 23 | 2 5403, 5457, 8047 |
| 3  | Paks, sportpálya                         | 22 | 2 5403, 5457, 8047 |
| 4  | Paks, Cecei utca                         | 21 | 5403, 5457, 8047 |
| 5  | Paks (Gyapapuszta), kápolna              | 20 | 5403, 5457, 8047 |
| 6  | Paks (Gyapapuszta), kertészet            | 19 | 5403, 5457, 8047 |
| 7  | Németkér, Felsőgyapapuszta               | 18 | 5403, 5457, 8047 |
| 8  | Németkér, autóbusz-váróterem             | 17 | 5403, 5457, 8047 |
| 9  | Németkér, posta                          | 16 | 5403, 5457, 8047 |
| 10 | Németkér (Hard), autóbusz-váróterem      | 15 | 5403, 5457, 8047 |
| 11 | Cece, Hősi emlékmű                       | 14 | 1513, 1707, 1843 5447, 5502, 5552, 8047, 8048, 8049, 8264 |
| 12 | Simontornya, vasútállomás                | 13 | 1731 5446, 5502, 5552, 5555, 8066, 8271, 8310, 8333 S40, G40, Z40, S431, Kresz Géza InterCity, Rippl-Rónai InterCity, Somogy InterCity |
| 13 | Simontornya, autóbusz-váróterem          | 12 | 5446, 5447, 5502, 5552, 5555, 8066, 8271, 8310, 8333 |
| 14 | Igar, templom                            | 11 | 1731 8066, 8271, 8310 |
| 15 | Mezőszilas, Mártírok utca                | 10 | 1731 8066, 8226, 8271, 8272, 8274, 8310 |
| 16 | Dég, bejárati út                         | 9  | 1513, 1731 8228 |
| 17 | Enying, Kossuth Lajos utca 6.            | 8  | 1173, 1513, 1731 7321, 8065, 8066, 8067, 8228, 8310, 8320, 8321, 8325, 8326 |
| 18 | Balatonbozsok, Kertalja utca             | 7  | 1173, 1731 7321, 8065, 8066, 8067, 8228, 8321, 8325, 8326 |
| 19 | Balatonakarattya, vasútállomás lejáró út | 6  | 1513, 1564, 1592, 1593, 1731, 1740, 1742 7321, 7322, 7323, 7324, 7325, 7543, 7602 személyvonat, sebesvonat, Vízipók InterRégió, Katica InterRégió |
| 20 | Balatonakarattya, üdülő                  | 5  | 1564, 1592, 1593, 1731, 1740, 1742 7321, 7322, 7323, 7324, 7325, 7543, 7602 |
| 21 | Balatonkenese, vasútállomás              | 4  | 1513, 1564, 1592, 1593, 1731, 1740, 1742 7321, 7322, 7323, 7324, 7325, 7543, 7602 személyvonat, sebesvonat, Vízipók InterRégió, Katica InterRégió |
| 22 | Balatonfűzfő, vasútállomás               | 3  | 2, 5, 6 1564, 1592, 1593, 1731, 1740, 1742 7321, 7320, 7322, 7323, 7324, 7325, 7534, 7543, 7602 személyvonat, sebesvonat, Vízipók InterRégió, Katica InterRégió |
| 23 | Fűzfőgyártelep, autóbusz-váróterem       | 2  | 2, 3, 4, 5, 6 1201, 1513, 1564, 1592, 1593, 1740, 1742 7318, 7320, 7321, 7322, 7323, 7324, 7325, 7326, 7332, 7534, 7538, 7600, 7602, 7612, 7616, 7653, 7654, 8082 |
| 24 | Litér, autóbusz-váróterem                | 1  | 1564, 1592, 1593, 1740, 1742 7317, 7319, 7320, 7321, 7322, 7323, 7324, 7326 |
| 25 | Veszprém, autóbusz-állomás végállomás    | 0  | 1, 2, 3, 4, 4A, 7, 7A, 10, 12, 13, 22, 22A, 23, 23U, 47 1189, 1212, 1215, 1216, 1229, 1510, 1513, 1529, 1564, 1592, 1593, 1625, 1631, 1658, 1709, 1710, 1720, 1722, 1731, 1732, 1735, 1736, 1740, 1742, 1758, 1806, 1808, 1823, 1853 7033, 7300, 7301, 7302, 7303, 7304, 7305, 7306, 7307, 7309, 7311, 7313, 7314, 7315, 7316, 7317, 7318, 7319, 7320, 7321, 7322, 7323, 7324, 7325, 7326, 7332, 7333, 7335, 7338, 7341, 7342, 7344, 7345, 7346, 7350, 7352, 7353, 7355, 7358, 7360, 7361, 7363, 7364, 7366, 7367, 7369, 7370, 7376, 7381, 7383, 7386, 7388, 7391, 7395, 7396, 7398 |